# كريس ستافورد
كريس ستافورد (بالإنجليزية: Chris Stafford)‏ هو ممثل أمريكي، ولد في 18 يوليو 1977.

## وصلات خارجية
- كريس ستافورد على موقع IMDb (الإنجليزية)
- كريس ستافورد على موقع قاعدة بيانات الفيلم (الإنجليزية)